# Ingen kan älska som vi (sång)
"Ingen kan älska som vi" är en sång skriven av Roger "Drutten" Hansson, Mikael Lundgren, Klas Bergvall, Jan Persson och Krister Linder (Chris Lancelot), och framförd av popgruppen Grace. Låten var ledmotivet till Staffan Hildebrands film Ingen kan älska som vi från 1988. Den blev gruppens största hit och nådde som bäst fjärde plats på den svenska singellistan. Den låg på Trackslistan under perioden 22 oktober–26 november 1988, med tredje plats som högsta placering. På Svensktoppen låg låten i 11 veckor under perioden 27 november 1988–19 februari 1989, även där som bäst på tredje plats.
Låten finns också i framförande av Tommy Nilsson, Guide, Erik Linder samt av Scotts på albumet Vi gör det igen 2010.

## Listplaceringar
| Lista (1988–1989) | Position |
| ----------------- | -------- |
| Sverige           | 4        |